# 안녕, 나의 소녀
《안녕,나의 소녀》(带我去月球)은 사준위 감독의 2017년 대만의 맬로 로맨스 영화이다. 1997년으로 돌아간 소년의 첫사랑 이야기이다. 류이호, 송운화, 이전, 석지전, 엄정람, 요애녕 등이 출연했다. 제작은 사준위, 각본은 사준위, 충발체이며, 제작사는 오드, 배급은 오드이다.

## 캐스팅
- 류이호 - 엄컹 후치뽈렁
- 송운화 - 은페이
- 이전 - 야셩
- 석지전 - 티바오
- 엄정람 - 샤오파
- 요애녕 - 샤오펀

## 주인공 설명

### 주연
- 류이호 - 정샹

1997년 학창시절로 돌아가 첫사랑 상대 은페이를 만나게 된 소녀 졍샹 짝사랑으로 끝났던 그녀와의 관계를 첫사랑으로 바꾸기 위해 고군분투 한다. 과거와 달리 적극적으로 자신의 마음을 고백하며 친구가 아닌 남자로 다가가기 시작하고, 그녀 역시 조금씩 마음을 열기 시작한다
- 송운화 - 은페이

전교생이 선망하는 학교의 아이돌 은페이는 청순한 외모,털털한 성격,거기에 노래까지 잘하고 춤도 잘추는 소녀, 그녀에게 절친 졍샹의 응원이 늘 힘이 되는데, 그가 갑자기 평소와 다른 모습을 보이자 묘한 설렘을 느끼기 시작한다

### 조연
- 이전 - 야셩

과거 정샹이 은페이를 향한 마음을 접게 만든 장본인. 정샹이 다시 시작한 로맨스에서도 자신이 그녀를 먼저 좋아했다며 훼방을 놓기 시작한다.
- 석지전 - 티바오

유일하게 미래에서온 졍샹을 아는 존재. 처음에는 반신반의 하는듯 했지만 졍샹이 말한대로 손가락이 부러지자 자신의 운명을 깨달았는듯이 그를 적극적을 돕기 시작한다.
- 엄정람 - 샤오파

보이시한 매력을 가진 의리파 소녀 남학생들에게는 멋진 누나 처럼, 여학생들에게는 든든한 언니처럼 힘이 되어주는 없어선 안될 친구이다.
- 요애녕 - 샤오펀

곽부성과 결혼하겠다는 꿈을 가진 철부지 소녀. 미래의 남편이 코 앞에 있는 것도 모른 채 잘생긴 남자만 고집한다. 은페이의 사랑스러운 절친이다.

## 줄거리
1997년으로 돌아간 소년의 첫사랑 이야기이다.
학창시정 밴드를 결성해 어울렸던 6명의 친구중 리드 싱어였던 은페이는 나미에 아무로 기획사인 음반 오디션에 합격해서 음반을 내고 도쿄에서 활동한다. 2014년 도쿄로 출장을 간 정샹은 은페이를 찾아가나 그녀의 비참한 도쿄 생활을 확인하고 돌아간다. 3년후 2017년 은페이는 자살을 하고 졍샹은 3년전 은페이를 잡지 못했던것을 후회하며 술이 취해 거리를 헤매다가 어떤 아주머니가 준 꽃에 의해서 1997년으로 돌아온다. 그에게 주어진 3일의 시간 그는미래를 바꿀수 있을까?

## 음악
| #  | 제목                       | 음악           | 재생 시간 |
| -- | -------------------------- | -------------- | --------- |
| 1. | 〈불상실거니(不想失去你)〉 | 류이호(劉以豪) |           |
| 3. | 〈帶我去月球〉             | 張雨生 장위성  |           |
| 4. | 〈'say goodbye'〉          | 장위성         |           |

- 불상실거니(不想失去你)
- 장위성의 ' 帶我去月球'
- 'say goodbye'

<안녕, 나의 소녀>가 탄생하는 데 대만의 국민 가수 장위성이 있다.
영화를 보다 보면 ‘장위성’이란 뮤지션과 그의 음악이 계속해서 언급된다. 사실 <안녕, 나의 소녀>의 숨은 주인공이라고 해도 과언이 아닌 장위성. 그가 없었다면 이 작품은 관객들도 볼 수 없었을 것이다. <안녕, 나의 소녀>라는 작품 자체가 원제인 ‘대아거월구(?我去月球, 달에 데려가줘)’라는 동명의 곡에서 영감을 얻은 것이기 때문이다.
“그의 음악은 누군가를 안아주는 듯 따뜻함으로 가득해 들으면 용기를 북돋아 준다”며 애정을 표하기도 한 <안녕, 나의 소녀>의 사준의 감독. 그는 ‘정샹’과 ‘은페이’를 연결해주는 중요한 인물로 장위성을 등장시키는 동시에 극에서도 각각의 상황들을 음악으로 풀어내 인물들의 감정에 몰입할 수 있도록 했다. 예를 들어, 영화 초반 오랜만에 재회한 ‘정샹’과 ‘은페이’는 ‘천천상니(天天想?, 매일 그대를 생각해)’란 곡을 함께 부르며 그동안 전하지 못한 마음을 드러내는 가하면, 메인 테마곡이자 영화의 원제이기도 한 ‘대아거월구(?我去月球, 달에 데려가줘)’는 학창시절 풋풋한 청춘들의 열정을 보여주기도 한다. 류이호의 매력적인 목소리가 돋보이는 ‘불상실거니(不想失去?, 널 잃고 싶지 않아)’는 ‘은페이’를 향한 ‘정샹’의 마음을 슬며시 전해 더욱 애틋함이 느껴지게 한다. 극 중 장위성의 음악을 자신의 목소리를 통해 들려준 배우 송운화는 “모든 노래를 듣고 감동 받았다. 영화에서 전달하고자 하는 바를 그의 음악 속 가사에서 찾을 수 있었다”며 특별한 감회를 전하기도 했다. 이렇듯 <안녕, 나의 소녀>의 또다른 주인공 장위성의 음악들은 “순수했던 청춘 시절이 떠오른다”는 풍발체 각본가의 말처럼, 첫사랑의 설렘과 열정, 풋풋함으로 가득했던 학창시절 속으로 관객들을 이끌 것이다.

## 평점
|    | 네티즌 | 관람객 |
| -- | ------ | ------ |
| 전 | 9.40   | ?      |
| 후 | 6.80   | 7.75   |

## 영화의 비하인드
- 이 영화에서 나오는 노래 가수인 대만 전설의 가수 장위성의 히트곡 중 하나인 대아거월구(帶我去月球)의 제목 그대로 따왔다.
- <안녕, 나의 소녀>에는 대만 가수 장위성의 이름이 자주 나온다. 장위성은 1966년에 태어나 1987년에 가수로 데뷔했으며 선풍적인 인기로 인해 대만 7080세대들은 그를 우상으로 여겼다.
- 장위성은 교통사고로 인해 31살의 어린 나이에 사망했다. 장위성은 수많은 히트곡을 만들었고 그 중에서 대아거월구라는 노래가 가장 큰 히트를 쳤다.
- <안녕, 나의 소녀>에서 주인공들이 고등학생인 때가 1997년! 장위성이 사망한 해이다. 주인공들은 장위성의 히트곡인 대아거월구의 '월구'를 따서 '월구방'이라는 그룹을 결성한다.

## 명대사
- 꿈을 향해 노력한다면, 그것으로 완벽한거야
- 사랑받기 위해서 완벽해질 필요는 없어
- 넌 별이기 때문에, 널 태워야 하고 빛을 내야해
- 너에 대한 내 감정은 사랑이었어
- 왜 상처를 주고 그래?

## 수상
- 제6회 대만영상위원회 주최 ‘타이페이를 촬영하다(拍台北)’에서 각본상
- 제 13회 오사카 아시안 필름 페스티벌에서 ABC 상
- 20회 우디네극동영화제, 2018
- 19회 전주국제영화제, 2018

## 촬영 장소
- '정샹’이 1997년에서 눈을 뜬 장소 - 시먼딩 거리

실제 타이페이의 명동이라고 불리는 관광명소 시먼딩 거리는 공사중이라 촬영이 불가능 했던 상황이었다.
 감독과 미술팀은 머리를 맞대어 돌파구를 찾고자 고민을 거듭했고 결과 시먼딩 거리가 유사한 세트장을 만들었다.

## 같이 보면 좋은 영화
- 나의 소녀시대 - 我的少女时代
- 그 시절, 우리가 좋아했던 소녀 - 那些年，我們一起追的女孩

## 통계

### 공식 통계
| 지역   | 스크린 수 | 누적매출액(점유율)  | 누적관객수(점유율) |
| ------ | --------- | ------------------- | ------------------ |
| 서울시 | 34        | 263,994,434 (34.2%) | 32,121 (32.3%)     |
| 전국   | 155       | 772,021,434 (100%)  | 99,389 (100%)      |

### 점유율 통계
- 박스오피스 일자별 스크린수, 상영횟수, 관객수, 매출액 등의 통계정보[1]

| 날짜     | 스크린수 | 스크린 점유율 | 상영횟수 | 상영점유율 | 좌석수 | 좌석점유율 | 관객수 | 좌석 판매율 |
| -------- | -------- | ------------- | -------- | ---------- | ------ | ---------- | ------ | ----------- |
| 개봉이전 | 1        | -             | 1        | -          | 180    | -          | 180    | -           |
| 개봉1일  | 116      | 2.3%          | 360      | 2.2%       | 47309  | 1.8%       | 5,199  | 11.0%       |
| 개봉2일  | 126      | 2.4           | 348      | 2.1%       | 47799  | 1.6%       | 6,560  | 15.0%       |
| 개봉3일  | 137      | 2.5           | 393      | 2.3%       | 50719  | 1.8%       | 9,398  | 18.5%       |
| 개봉4일  | 155      | 2.6           | 441      | 2.4%       | 55410  | 1.9%       | 13,880 | 25.0%       |
| 개봉5일  | 153      | 2.6           | 429      | 2.4%       | 53844  | 1.9%       | 13,618 | 25.3%       |
| 개봉6일  | 149      | 2.7           | 436      | 2.5%       | 56123  | 2.0%       | 11,183 | 19.9%       |
| 개봉7일  | 132      | 2.3           | 301      | 1.6%       | 36343  | 1.2%       | 11,818 | 32.5%       |
| 개봉8일  | 117      | 2.3           | 276      | 1.6%       | 33215  | 1.2%       | 3,876  | 11.7%       |
| 개봉9일  | 100      | 1.9           | 229      | 1.4%       | 27380  | 1.0%       | 2,710  | 9.9%        |
| 개봉10일 | 113      | 2.1           | 249      | 1.4%       | 29810  | 1.1%       | 3,422  | 11.5%       |